# Ошмяны

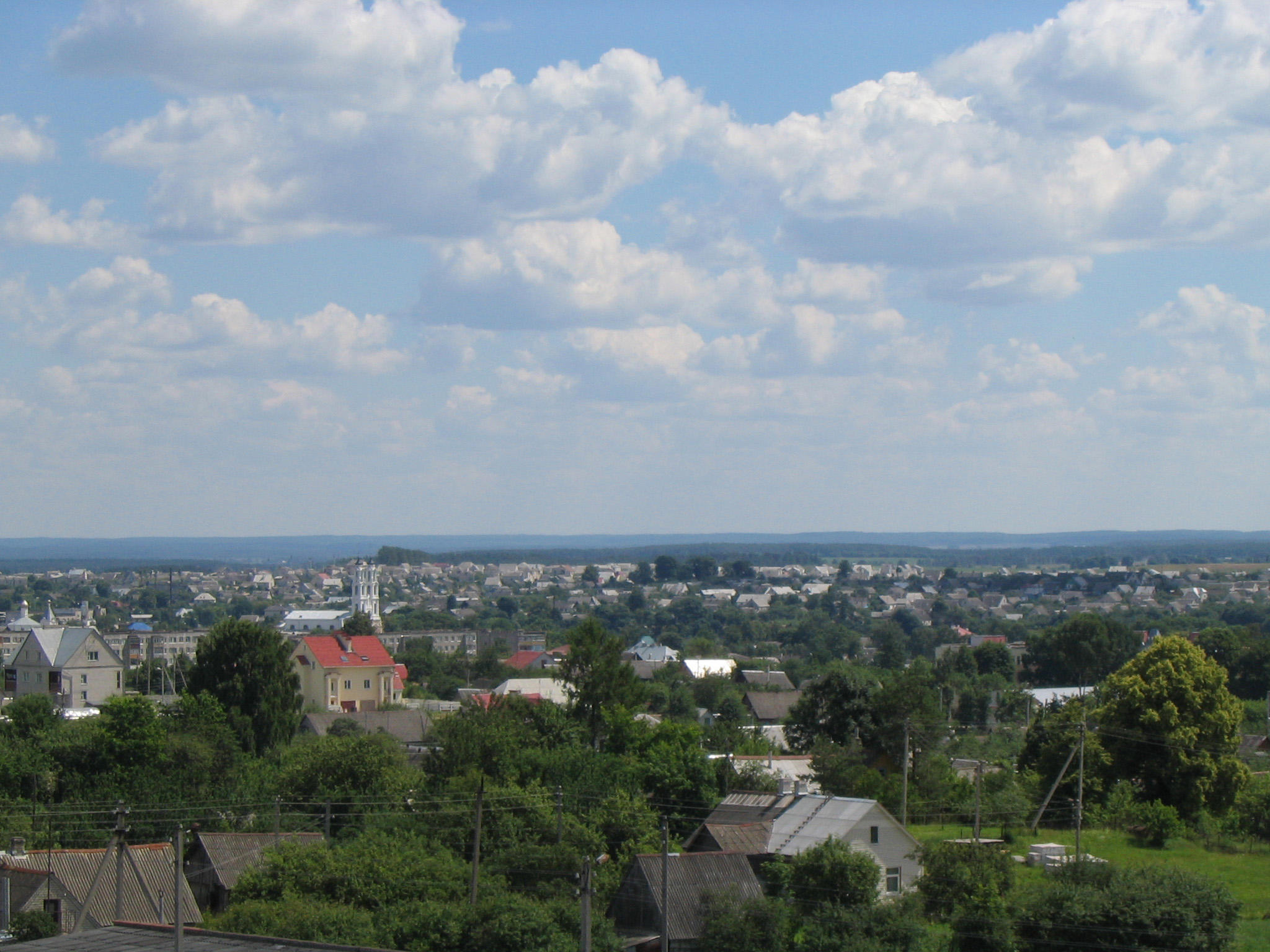
Панорама города

Ошмя́ны (бел. Ашмя́ны, пол. Oszmiana, лит. Ašmena) — город в Гродненской области Беларуси. Гипотеза названия города Ashmany,что переводится с немецкого языка Asche - дерево Ясень, many - много, примерно Ясеня много, то есть место где много растет Ясеня. На картах Речи Посполитой 1340 года , 1380 года, 1619 года и 1954 года написано Ashmiany. На польский язык не переводится, также на литовский язык нет перевода. Река которая течет в город Ашмяны имеет название Войгета. Название реки не польское, не литовское, не белорусское, не русское. Войгета настолько старое название, прошло через века как Ashmany ( возможно скандинавские поселения, старогерманские до Шведской Померании). 
Административный центр Ошмянского района. Город находится в 52 км от Вильнюса, в 110 км от Минска, в 220 км на северо-восток от Гродно, в 20 км от ж/д станции Ошмяны, на реке Ошмянка.
Численность населения — 16 804 человек (на 1 января 2025 года).

## Этимология
Название Ошмян — гидронимического происхождения, от названия реки Ошмянки – «Каменистой» реки (лит. Ašmena). Это гидроним балтского происхождения. На заре топонимических исследований название связывали с литовским ašmuõ «острие». Лингвист и этимолог В.Н. Топоров позднее уточнил: ašmuõ вместе с лит. akmuõ «камень» восходят к вариантам одного и того же индоевропейского корня *ak'- / *ak-. Названия камня от двух этих вариантов распределились по разным языковым группам – в индо-иранскую и в балто-славянскую соответственно. Топоров представляет возможным предположить топонимическое тождество географических названий с корнем akmen- и ašmen-. Именно иранские гидронимы ближе всего смыкаются с соответствующим балтийским типом ašmen-.
«Названиями балтийского происхождения» называл топоним Ошмяны и гидроним Ошмянка исследователь топонимики В. Жучкевич, сравнивая их с литовским топонимом Akmenė. Название Ошмяны (Ошмянка) также сравнивается с иранским asman — «камень», с индоиранским aszma — «камень».
Название Ошмяны по одной из версий происходит от готского личного имени Osminna.
Кроме того название Ошмяны сопоставляют с названием реки Ошма (бассейн Волги) и объясняют от финно-угорского ош — «медведь».

## Геральдика
Герб и флаг учреждены Указом Президента Республики Беларусь от 17 июля 2006 года № 455 и зарегистрированы в Государственном геральдическом регистре Республики Беларусь 1 августа 2006 года № Б-82  и № Б-83. Утверждены решением Ошмянского районного Совета депутатов от 1 июля 2005 года № 11-1.

## История

### Ошмяны в Великом княжестве Литовском
Впервые Ошмяны упомянуты как часть удела, который после смерти Гедимина (1341) достался его сыну Евнутию. Ойконим Ошмяны соотносится с коллективным прозвищем жителей-первопоселенцев ошмяны в значении «поселившиеся на реке Ошма» (изначальная форма гидронима Ошмянка). Либо название города связано с рекой Ошмянкой (в прошлом — Ошмяной). В хрониках тевтонских рыцарей был известен как Aschemynne.
В 1385 году тевтонские рыцари попытались захватить Ошмяны в начале своего похода против княжества Ягайлы. Тевтоны сумели разрушить город, но его быстро восстановили.
В 1402 году тевтоны вновь напали на город, но атака была жестко отражена, и тевтоны были вынуждены уйти в сторону Медников. В 1413 году город стал одним из самых известных центров торговли в пределах Виленского княжества. Из-за этого город стал полем битвы между королевскими силами Ягайлы со стороны Жигимонта Кейстутовича и силами Свидригайлы в союзе с Тевтонским орденом. После того, как город был взят королевскими силами, город стал собственностью Великих Князей Литовских и начал быстро развиваться. Однако меньше чем через столетие город был снова разрушен и сожжен дотла, на этот раз силами Московского княжества в 1519 году.
В начале XV — конце XVIII вв. в Ошмянах был замок, где в 1432 году во время нападения Жигимонта чуть не погиб великий князь Свидригайло. В декабре под Ошмянами произошла битва между войсками Свидригайло и Жигимонта. Свидригайло был разбит, погибло более 10 тысяч человек. «Был бои велик на Ошме реке князю Швитригаилу с князем Жидимонтом о великом княжении Литовском, и ста на костех князь Жидимант».
29 июля 1521 года великим князем было дано разрешение пану Яну Юндиловичу «на выкуп двора Ошмены и держанья до выбранья сумы его на семь лет, а потом врадом до его смерти».
В 1537 году городу предоставили королевские привилегии для развития местечка. В Национальном историческом архиве Беларуси сохранились инвентарь фольварка Ошмяны за 1551 год и инвентарь города Ошмяны и Ошмянской волости за 1560 год.
В 1566 году город получил городской устав, основанный на Магдебургском праве. В 1683 году устав был вторично подтвержден (наряду с привилегиями для местных торговцев и мещан) королём Яном III Собеским.
В XVI столетии город стал одним из самых известных центров кальвинизма. Николай Рыжий Радзивилл основал в Ошмянах коллегиум и церковь. На карте Великого княжества Литовского авторства Томаша Маковского, которая была издана в Амстердаме в 1613 году, местечко обозначено под названием Oßmiana.
16 июля 1655 года наказной гетман Иван Золоторенко рапортовал царю Алексею Михайловичу о победе над польскими войсками под Ошмянами. Во время Северной войны 1700—1721 Ошмяны были заняты и разграблены шведскими войсками.

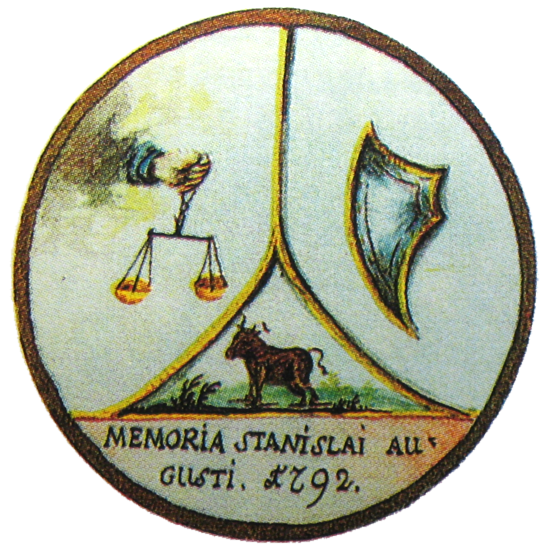
Герб города Ошмяны из привелея Станислава Августа Понятовского 1792 года

В 1792 году король Станислав Август Понятовский подтвердил все предыдущие привилегии и факт, что город Ошмяны является свободным городом, и подчиняется только королю и местному муниципалитету. В то же время город получил первый герб в его истории. Герб составлен из трёх полей, на которых изображены: щит, рука держащая весы и красный телёнок (личный герб монарха). В 1794 году вблизи Ошмян произошла битва под Полянами между царскими войсками и повстанцами Тадеуша Костюшко.

### Ошмяны в Российской империи

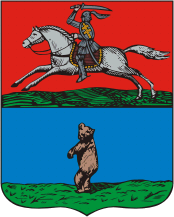
Российский герб города Ошмяны, был создан после Ноябрьского восстания

В результате второго раздела Речи Посполитой в 1795 году город вошёл в состав Российской империи. Был центром уезда. В 1825 году в Ошмянах насчитывалось 730 мужчин и 292 женщины, 10 купцов мужского пола, 145 деревянных домов, 2 церкви, 1 монастырь, 1 богоугодное заведение и 1 трактир.
С июня по декабрь 1812 года Ошмяны заняты французскими войсками, в окрестностях происходили жестокие бои, город частично сожжен.
Во время Польского восстания 1830 года город был занят повстанцами во главе с полковником Карлом Пжездецким с местным священником Ясинским, которых захватили в плен находящийся там небольшой гарнизон российской армии. В апреле 1831 года повстанцы отступили в Налибокскую пущу. Российские войска во главе с полковником Верзилиным разгромили повстанцев и 14 апреля 1831 года заняли город.
В 1840 году построена первая православная церковь (Богоявленская, деревянная).
В 1845 году был утверждён российский герб города Ошмяны.
В 1850 году закрыли доминиканский костёл.

В «Военно-статистическом обозрении Российской империи. Том IX. Часть 2. Виленская губерния» за 1848 год про город Ошмяны рассказывается следующим образом:
«Уездный город Ошмяны. отстоит от г. Вильно на 51 вер., лежит на реке Ошмянке, занимает пространство 61 десятин, имеет домов: каменных 7, деревянных 339, всего 346, в том числе казённых 2, общественных 3, частных 341. Число жителей всего 4115, в числе которых 2018 евреев. Промышленность и торговля города совершенно ничтожны; в нём находится 3 незначительные кожевенные заведения, 35 лавок, военно-временная больница на 40 кроватей и тюремная на 12; уездное училище на 30 воспитанников, при 2 учителях».
Таким образом, население маленького городка уверенно росло — в 4 раза между 1825 и 1848 годами, — и к концу XIX столетия он представлял собой провинциальное местечко, населённое в том числе еврейскими переселенцами из других областей России. В 1897 году в городе проживали 7214 человек, в том числе 3832 еврея, 1981 белорус, 812 русских, 525 поляков. Было 10 предприятий, в том числе Ошмянские кожевенные мануфактуры. В 1909 году в Ошмянах начала действовать метеорологическая станция.
В 1912 году местной еврейской общине разрешали построить синагогу.

### XX век
С сентября 1914 по январь 1919 года оккупирован германскими войсками. После Первой мировой и Советско-польской войны город в 1920 отошёл к Литве. В том же году оказалось в составе государства Срединная Литва. С 1922 — в составе Польши, центр повята Виленского воеводства.
С 1939 по 1941 гг. находился в составе Белорусской ССР, с 1940 центр района Вилейской, затем Молодечненской и наконец Гродненской области. С 25.06.1941 по 07.07.1944 оккупирован нацистской Германией. Перед отходом Красной Армий из города 24 июня 1941 года НКВД расстреляло 57 «польских» узников местной тюрьмы. Вскоре после начала оккупации через город прошла немецкая айнзацкоманда 9, которая вывезла из города всех евреев-мужчин (527 человек) и расстреляла их 23—24 июля 1941 года.
Освобожден частями 3-й, 19-й гв. танковой и 2-й гв. мотострелковой бригад 3-го гв. танкового корпуса 5-й гв. танковой армии и 31-й гв. стрелковой дивизии 11-й гв. армии. В 1945 году вновь вошёл в состав БССР, с 1991 г. — часть Беларуси. В 2006 г. был официально утвержден герб города, разработанный на основе варианта 1792 года.
20 октября 1995 года административные единицы Ошмянский район и город Ошмяны, имеющие общий административный центр, объединены в одну административную единицу — Ошмянский район.

## Демография
Численность населения — 16 804 человек (на 1 января 2025 года).

### Динамика
- 1859 год — 3066 чел.[28]
- 1871 год — 4546 чел.[28]
- 1880 год — 5050 чел. (357 правосл., 2175 кат., 3 еванг., 2501 евр.)[28]
- 1897 год — 6400 чел. , по другим данным 7214[29]
- 1907/1908 гг. — 8300 чел.
- 1974 год — 10 000 чел.
- 1989 год — 14 748 чел.
- 1991 год — 15 200 чел.
- 2004 год — 14 900 чел.
- 2006 год — 14 600 чел.
- 2007 год — 14 269 чел.
- 2010 год — 14 800 чел.
- 2014 год — 15 900 чел.
- 2015 год — 16 191 чел.
- 2016 год — 16 388 чел.[30]
- 2017 год — 16 684 чел.[31]
- 2018 год — 16 835 чел.[32]
- 2022 год — 16 979 чел.[33]
- 2023 год — 16 870 чел.[34]
- 2024 год — 16 787 чел.[35]
- 2025 год — 16 804 чел.[3]

| Национальный состав по переписи 2009 года | Национальный состав по переписи 2009 года | Национальный состав по переписи 2009 года | Национальный состав по переписи 2009 года | Национальный состав по переписи 2009 года | Национальный состав по переписи 2009 года | Национальный состав по переписи 2009 года | Национальный состав по переписи 2009 года | Национальный состав по переписи 2009 года | Национальный состав по переписи 2009 года | Национальный состав по переписи 2009 года |
| Всего (2009)                              | белорусы                                  | белорусы                                  | поляки                                    | поляки                                    | русские                                   | русские                                   | украинцы                                  | украинцы                                  | татары                                    | татары                                    |
| ----------------------------------------- | ----------------------------------------- | ----------------------------------------- | ----------------------------------------- | ----------------------------------------- | ----------------------------------------- | ----------------------------------------- | ----------------------------------------- | ----------------------------------------- | ----------------------------------------- | ----------------------------------------- |
| 14 813                                    | 13 089                                    | 88,36 %                                   | 843                                       | 5,69 %                                    | 630                                       | 4,25 %                                    | 86                                        | 0,58 %                                    | 45                                        | 0,3 %                                     |
| 14 813                                    | цыгане                                    | цыгане                                    | литовцы                                   | литовцы                                   | армяне                                    | армяне                                    | евреи                                     | евреи                                     | латыши                                    | латыши                                    |
| 14 813                                    | 38                                        | 0,26 %                                    | 30                                        | 0,2 %                                     | 15                                        | 0,1 %                                     | 8                                         | 0,05 %                                    | 3                                         | 0,02 %                                    |

## Экономика

### Промышленность
- ОАО «Строитель»УП «Ошмянский дрожжевой завод»
- ОАО «Ошмянский мясокомбинат» лучший
- Ошмяны «Сыродельный завод» филиал ОАО «Лидский молочно-консервный комбинат»
- ОАО «Радиотехника» — производит более 140 видов разъёмов, различные виды датчиков, силовые переключатели, элементы крепления поручней внутри салонов автобусов, троллейбусов, трамваев[38];
- ОАО «Белкофе» — обжарка и расфасовка кофе, производство специй и пряностей[39];
- ОАО «Агропромтехника»
- ИООО «Унисон групп»
- Ошмянский филиал Гродненского областного потребительского общества
- УКПБО «Ошмяны-быт»
- ООО «ТачИнфо Групп»
- ООО «Бетпак»
- СООО "БелЛатГран
- ООО "МебельФЭМИЛИ
- ООО «Арм-Спайка»
- ИООО «АНАЗАР»
- ЧТПУП «Туалсан»
- ОАО «АГАТ-стройсервис»
- ЧПТУП «Технопластсервис»
- СООО «Евро-Алвита»
- Гроднооблтопливо КУП филиал Ошмянский
- ООО «Паллет Монополи»
- ООО «Консул вест»

### Инвестиции
- В 2013 году австрийский инвестор заявил о планах по строительству в Ошмянах завода по производству дрожжевого экстракта.
- В Ошмянском районе построят ветропарк[40].
- В Ошмянском районе ведется строительство транспортно-логистического центра[41].

## Транспорт
Транспорт представлен автобусами, работают городские как в регулярном сообщении, так и в экспрессном, а также работают пригородные и междугородние маршруты.
Основной транспортной организацией района, осуществляющей перевозку грузов и пассажиров, является дочернее унитарное предприятие «Автомобильный парк № 13», являющееся юридическим лицом, входящим в состав ОАО «Гроднооблавтотранс». Адрес: 231100, Республика Беларусь, Гродненская область, г. Ошмяны, ул. Борунская, 19.
Работает 4 городских маршрутов в регулярном сообщении, 2 маршрута в экспрессном, пригородные и междугородние. Все пригородные и междугородние автобусы отправляются от Автостанции «Ошмяны».
На территории района расположена железнодорожная станция ст. Ошмяны, в 17 км от города, на линии Молодечно—Вильнюс. Также через город проходит автодорога Молодечно—Вильнюс.

## Образовательная сеть
- УО Ошмянский государственный аграрно-экономический колледж
- ГУО «Средняя школа № 1 города Ошмяны»
- ГУО «Средняя школа № 2 города Ошмяны»
- ГУО «Средняя школа № 3 города Ошмяны»
- ГУО «Гимназия № 1»
- ГУО «Ясли-сад № 1 г. Ошмяны»
- ГУО «Ясли-сад № 2 г. Ошмяны»
- ГУО «Ясли-сад № 3 г. Ошмяны»
- ГУО «Ясли-сад № 4 г. Ошмяны»
- ГУО «Ясли-сад № 6 г. Ошмяны»
- ГУО «Ясли-сад № 7 г. Ошмяны»
- ГУО «Ошмянский центр творчества детей и молодёжи»
- ГУО «Социально-педагогический центр Ошмянского района»
- ГУО «Центр коррекционно-развивающего обучения и реабилитации Ошмянского района»
- ГУО «Ошмянская детская школа искусств»

### Библиотеки
- ГУК «Ошмянская районная библиотека»
- Районная детская библиотека
- Городская библиотека г. Ошмяны

## Культура
- ГУК «Ошмянский районный центр культуры»

### Музеи
- Ошмянский краеведческий музей имени Ф. К. Богушевича. Численность музейных предметов основного фонда — 11,8 тыс. единиц. В 2016 году музей посетили 11,2 тыс. человек (по этому показателю  музей занимает 11-е место в Гродненской области)[44]
- Народный музей истории школы ГУО «Средняя школа №1 г. Ошмяны»
- Историко-краеведческий музей ГУО «Средняя школа № 2 г. Ошмяны»
- Историко-краеведческий  музей ГУО «Средняя школа  № 3 г. Ошмяны»

## События и мероприятия
- В 2001, 2010, 2015 гг. проходил фестиваль «Адна зямля»

## Достопримечательности
- Воскресенская Церковь, 1875 г. и Костёл Михаила Архангела, 1900—1910 гг., вместе образуют силуэт исторической площади[45].
- Костёл францисканцев (руины), 1822 г., с фрагментами разрушенного десятилетием раньше позднеготического (XVI в.) храма.
- Синагога, 1912 г.
- Водяная мельница
- Здания бывшей польской гимназии имени Яна Снядецкого
- Каплица на католическом кладбище (после 1872 года)
- Монастырь доминиканцев
- Богоявленская церковь (1840 — нач. XX в.)
- Дом Советов (1978)
- Усадьба Стругача (конец XIX в.)

## СМИ
- С 21 октября 1939 года издается районная газета «Ашмянскі веснік»[46]. Освещает общественно-политическую, социально-экономическую, культурную жизнь района. Тираж 4960 экземпляров. Выходит 2 раза в неделю (по средам и субботам) на русском и белорусском языках.

## Международное сотрудничество
Города-побратимы
- Шилуте, Литва

## Известные уроженцы
- Александр Иосифович Батурин (1904—1983) — оперный певец[47] (бас-баритон), народный артист РСФСР (1947)
- Александр Леонидович Тамкович (1914–1981) — прозаик и журналист.
- Абба Ковнер (1918-1987) — еврейский поэт и партизан.